# Диоскор Александријски
Патријарх Диоскор био је оснивач и први патријарх одељене Коптске оријентално-православне цркве у Александрији. Претходно је био законити александријски патријарх, али је због разних преступа свргнут на Четвртом васељенском сабору 451. године. Његове присталице нису признале свргавање и тако је настала посебна Коптска монофизитска црква која је признавала Диоскора за патријарха све до његове смрти. Преминуо је на острву Чангрин, Пафлагонија, септембра 454. Поштован је као светац од стране Коптске цркве и осталих оријентално-православних цркава.

## Детињство и младост
Патријарх Диоскор био је декан катехистичке школе у Александрији, и био је лични секретар Кирила Александријског, којег је пратио на Трећи васељенски сабор 431. године. Напредовао је до архиђакона.

## Противљење Несторију
У својој борби против Несторија, Кирил је објаснио везу између божанске и људске природе Христа као „унутрашњу и реалну без икакве поделе, промене или конфузије.“ Он је одбацио Антиохијску теорију „пребивања“, или „заједно“ или „блиског учешћа“, као недовољне. Тако је Александријска формула усвојиена од стране Кирила и Диоскора биола „једна природа оваплоћеног Бога“, што се преводи на грчки  mia physis tou theou logou sesarkomene, где је према Кирилу „једна природа“ - да је Христ у исто време и Бог и човек. С друге стране, Антиохијска формула била је „две природе након заједнице“ или „у две природе“, која се преводи на грчки dyo physis. Ова формула објашњава да Христ постоји у две природе, Бог и човек.
Несторије је осуђен и свргнут од стране Трећег васељенског сабора, који је одобрио Другу Кирилову посланицу за Несторија.
Диоскор је наследио Кирила као александријски патријарх 444. године. Његов празник прославља се 7 тоута по коптском календару.